# Guerre de Dunmore
Guerre amérindienne du Nord-Ouest

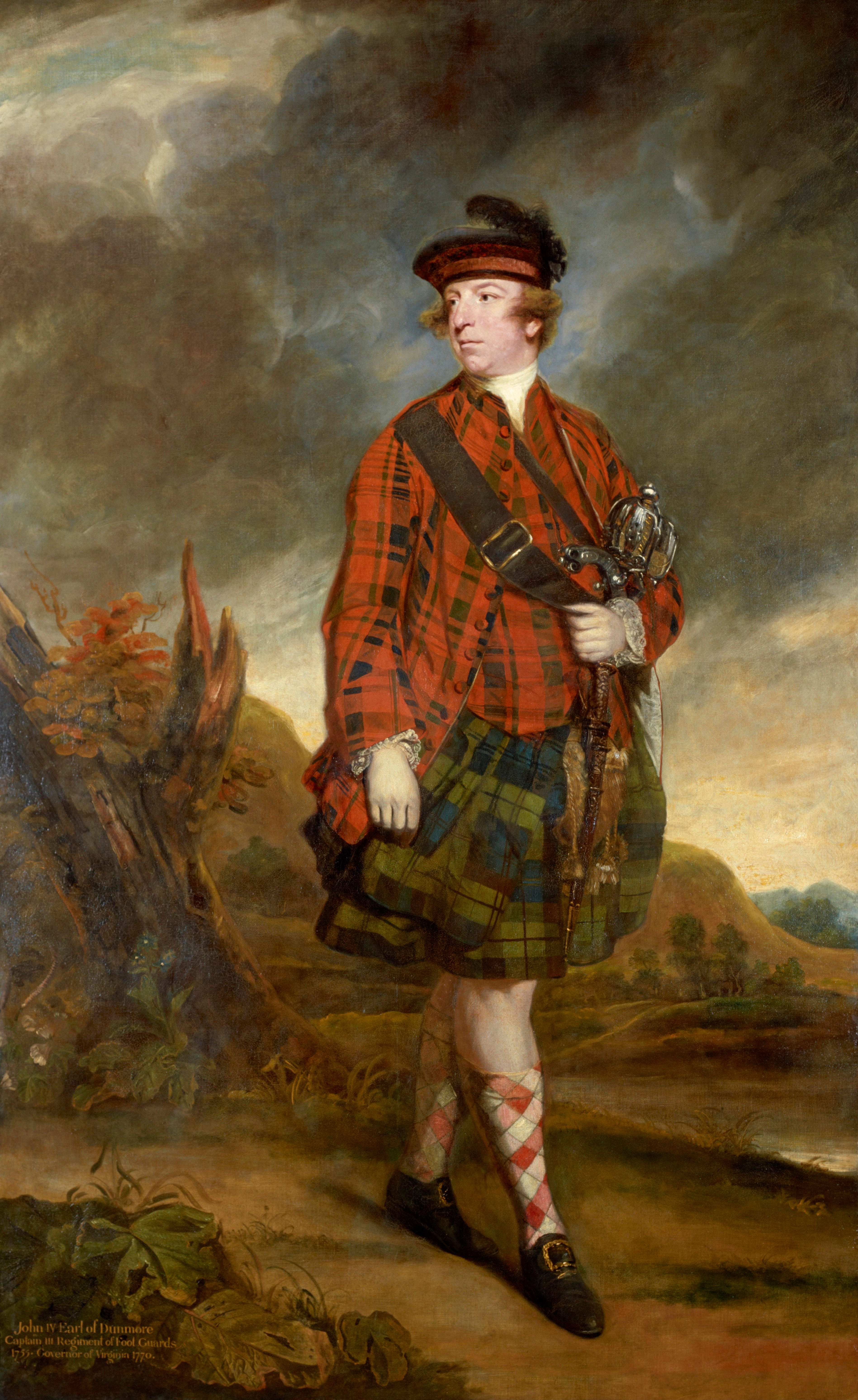
John Murray, comte de Dunmore, gouverneur de Virginie.

La guerre de Dunmore ou guerre pour le sud de la Vallée de l'Ohio est un conflit qui eut lieu en 1774 entre la colonie de Virginie et les Shawnees et Mingos dans le sud de la Vallée de l'Ohio.
Le gouverneur de la colonie de Virginie à cette époque était John Murray, 4e comte de Dunmore — Lord Dunmore. Il a demandé aux membres de la Chambre des Bourgeois de Virginie de déclarer la guerre aux nations amérindiennes hostiles et demandé à la milice de Virginie de prendre part à l'action.
Le conflit a entraîné une escalade de violence entre les colons britanniques (yankees), qui, conformément aux traités antérieurs, exploraient et pénétraient les terres au sud de la rivière Ohio, et les Amérindiens, qui détenaient les droits issus de traités pour y chasser. De la haute vallée de l'Ohio, George Washington écrit dans son journal le samedi 17 novembre 1770, « les Indiens qui sont très habiles, même leurs femmes, dans la gestion des canots, ont leurs camps de chasse et leurs huttes tout le long de la rivière pour la commodité du transport de leurs peaux pour le marché. »
À la suite des attaques successives des Amérindiens qui chassent et des bandes de guerre sur les colons, la guerre est déclarée « pour pacifier les bandes indiennes hostiles. »  La guerre s'est terminée peu de temps après la victoire de la colonie de Virginie dans la bataille de Point Pleasant le 10 octobre 1774.
À la suite de cette victoire, les Amérindiens ont perdu le droit de chasser dans la zone et ont accepté de reconnaître la rivière Ohio comme frontière entre les terres amérindiennes et les colonies britanniques.   
Bien que les chefs des nations amérindiennes ont signé le traité, des conflits au sein des nations amérindiennes ont bientôt éclaté. Certains membres de ces tribus avaient le sentiment que le traité épuisait leurs revendications et s'y sont opposés, tandis que d'autres estimaient qu'une nouvelle guerre signifierait seulement de nouvelles pertes de territoire au profit des colons britanniques plus puissants.
Lorsque la guerre éclata entre les colons et le gouvernement britannique, les parties guerriers des nations amérindiennes ont rapidement pris du pouvoir. Elles ont mobilisé les diverses nations amérindiennes pour attaquer les colons pendant la guerre de l'indépendance américaine.